# カポディモンテ美術館
カポディモンテ美術館（カポディモンテびじゅつかん、イタリア語: Museo di Capodimonte）は、イタリアのナポリにある美術館である。かつてのファルネーゼ家のコレクションを中心にイタリア・ルネサンスおよびバロック絵画の充実したコレクションを有し、イタリア屈指の美術館となっている。

## 沿革

ティツィアーノ・ヴェチェッリオ『教皇パウルス3世とその孫たち』 (1545-1546年)

ブルボン家のカルロ7世（後のカルロス3世）が、母エリザベッタ・ファルネーゼから受け継いだ膨大な美術品コレクションを展示するため、1738年よりカポディモンテ宮殿の建設に着手した。その後、コレクションは増えてゆき、1787年には絵画修復室が作られた。
1799年にパルテノペア共和国が建国され、シチリア王フェルディナンド1世は貴重なコレクションと共にパレルモに逃亡する。その後、フランスに占領されていた1806年から1815年の間にナポリ国立考古学博物館にそのコレクションが移された。
1815年にフェルディナンド1世がナポリに戻ると、王は多くの画家や彫刻家を雇い入れて宮殿の再建に取りかかった。再建は1840年に完成し、近代美術の部門も付け加えられた。1861年にこの宮殿がサヴォイア家の手に渡るとさらにコレクションは増えて行き、火器や武器も加えられた。
第二次世界大戦後、君主制が終わった後の1957年には、カポディモンテ宮殿にナポリ考古学博物館から多くの作品が戻され、現在のような国立美術館となった。

## コレクション
ルネサンスおよびバロック絵画には、マサッチオ、マンテーニャ、ジョヴァンニ・ベッリーニ、ラファエロ、ティツィアーノ・ヴェチェッリオ、パルミジャニーノ、エル・グレコ、ジョルジョ・ヴァザーリ、アンニーバレ・カラッチ、カラヴァッジョ、グイド・レーニ、ジョヴァンニ・ランフランコ、アルテミジア・ジェンティレスキ、ルカ・フォルテなどがある。とりわけ充実しているのはファルネーゼ家のコレクションに由来するティツィアーノの作品で、『教皇パウルス3世とその孫たち』、『教皇パウルス3世の肖像』、『アレッサンドロ・ファルネーゼ枢機卿の肖像』、『悔悛するマグダラのマリア』、『ダナエ』などの重要な作品がある。
Category:カポディモンテ美術館の所蔵品も参照

## ギャラリー

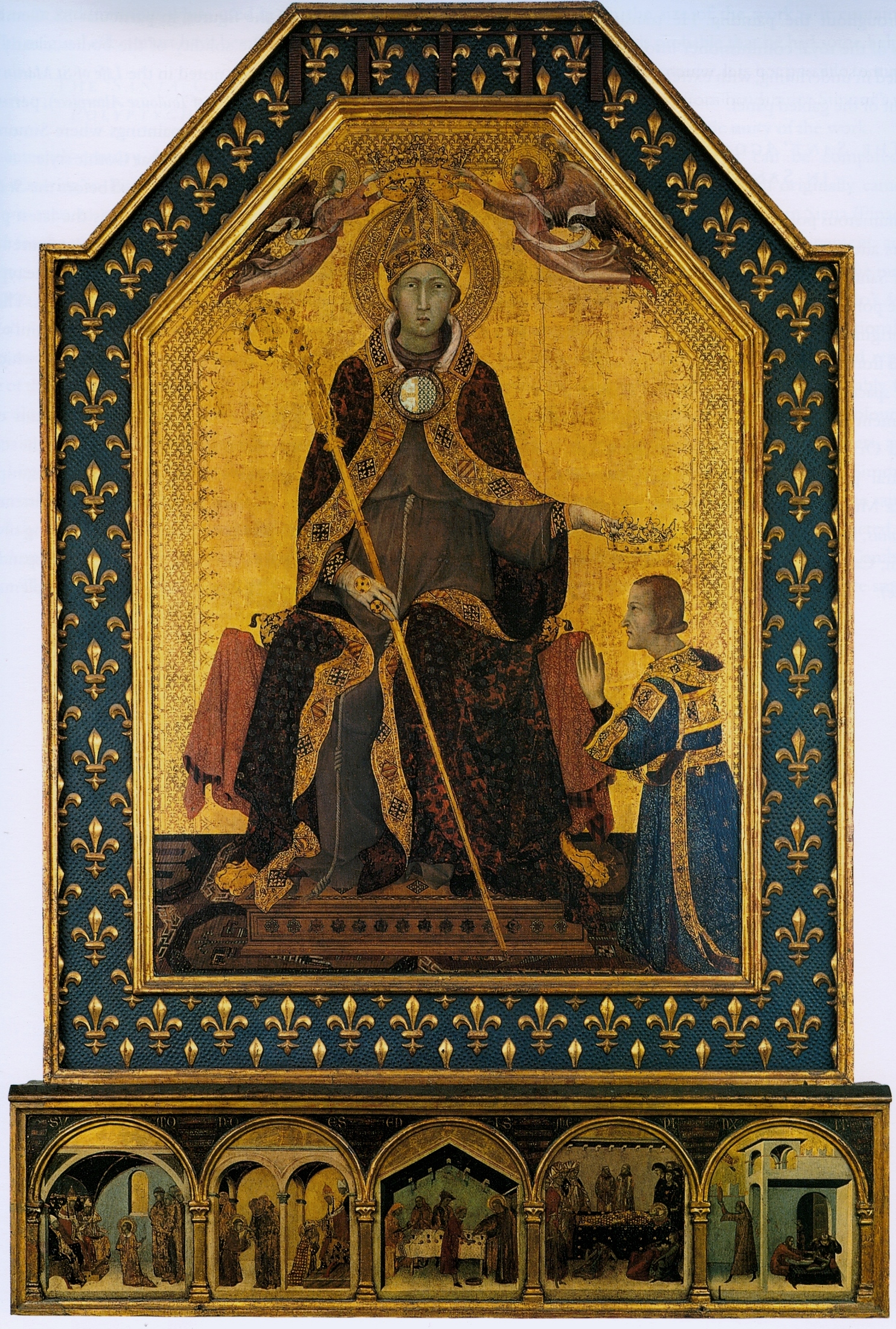
シモーネ・マルティ―ニ 『ロベール・ダンジューに王冠を授けるトゥールーズの聖ルイ』1317年頃
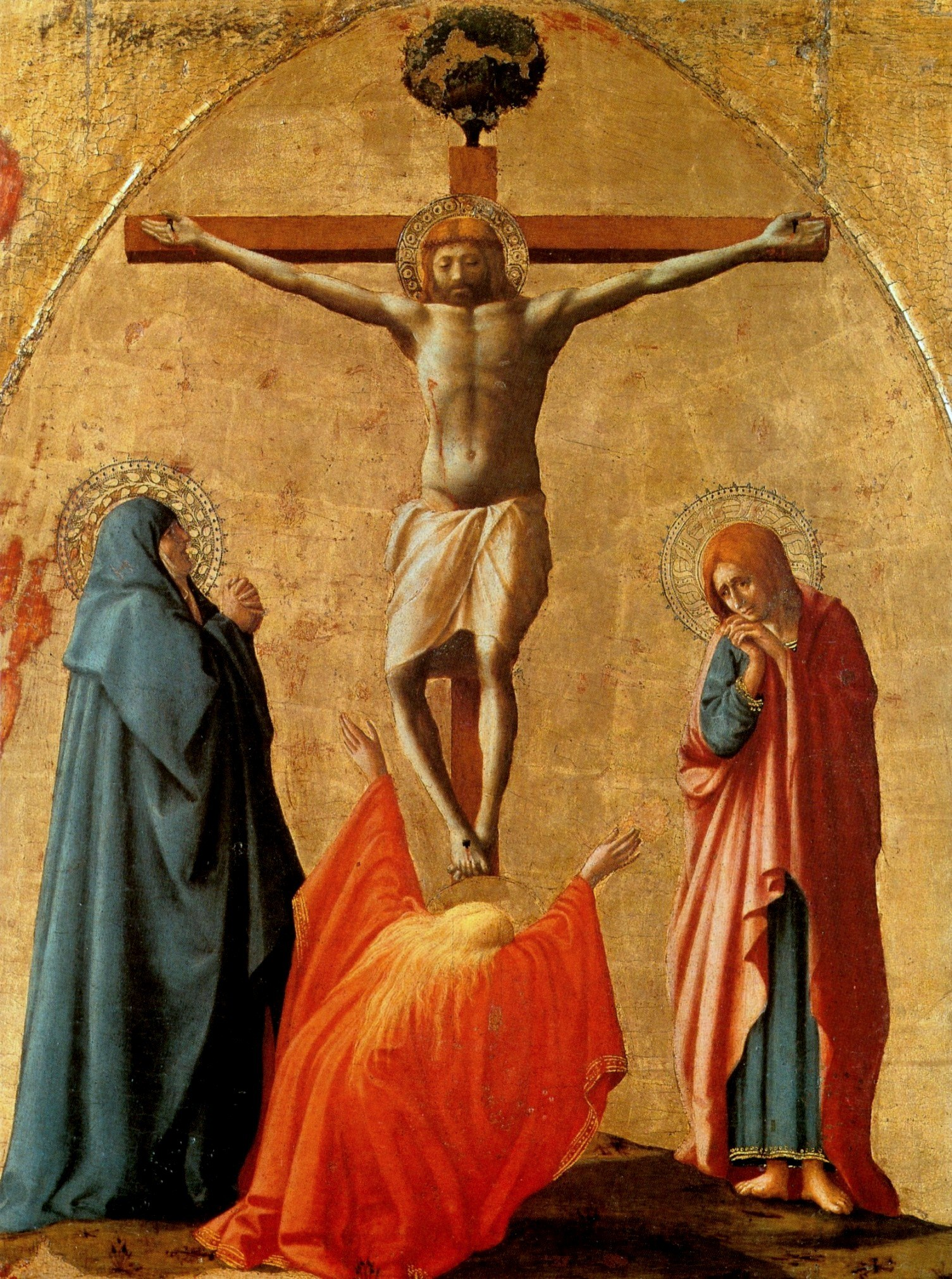
マサッチオ『磔刑』1426年
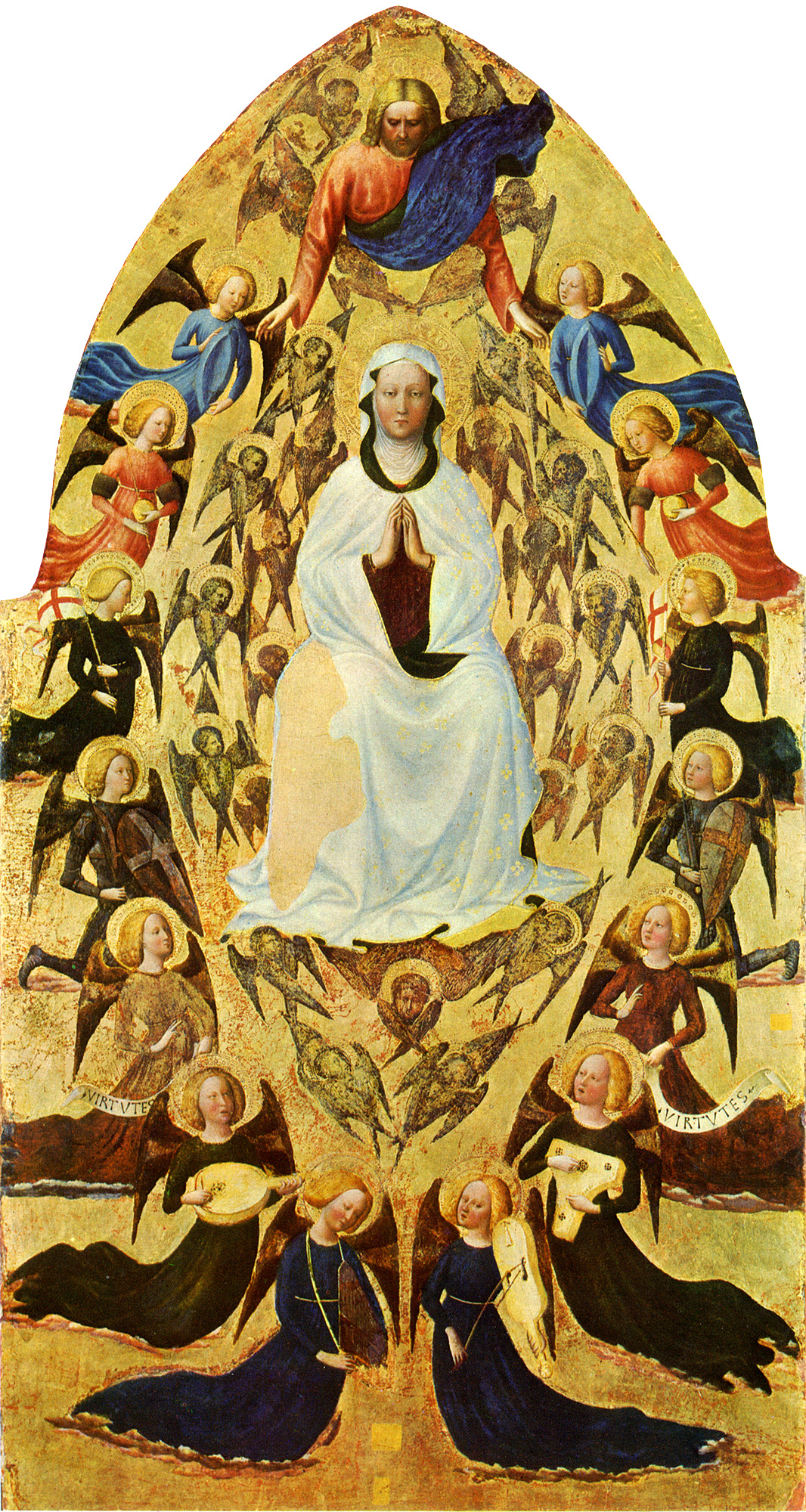
マソリーノ『聖母被昇天』1428年頃
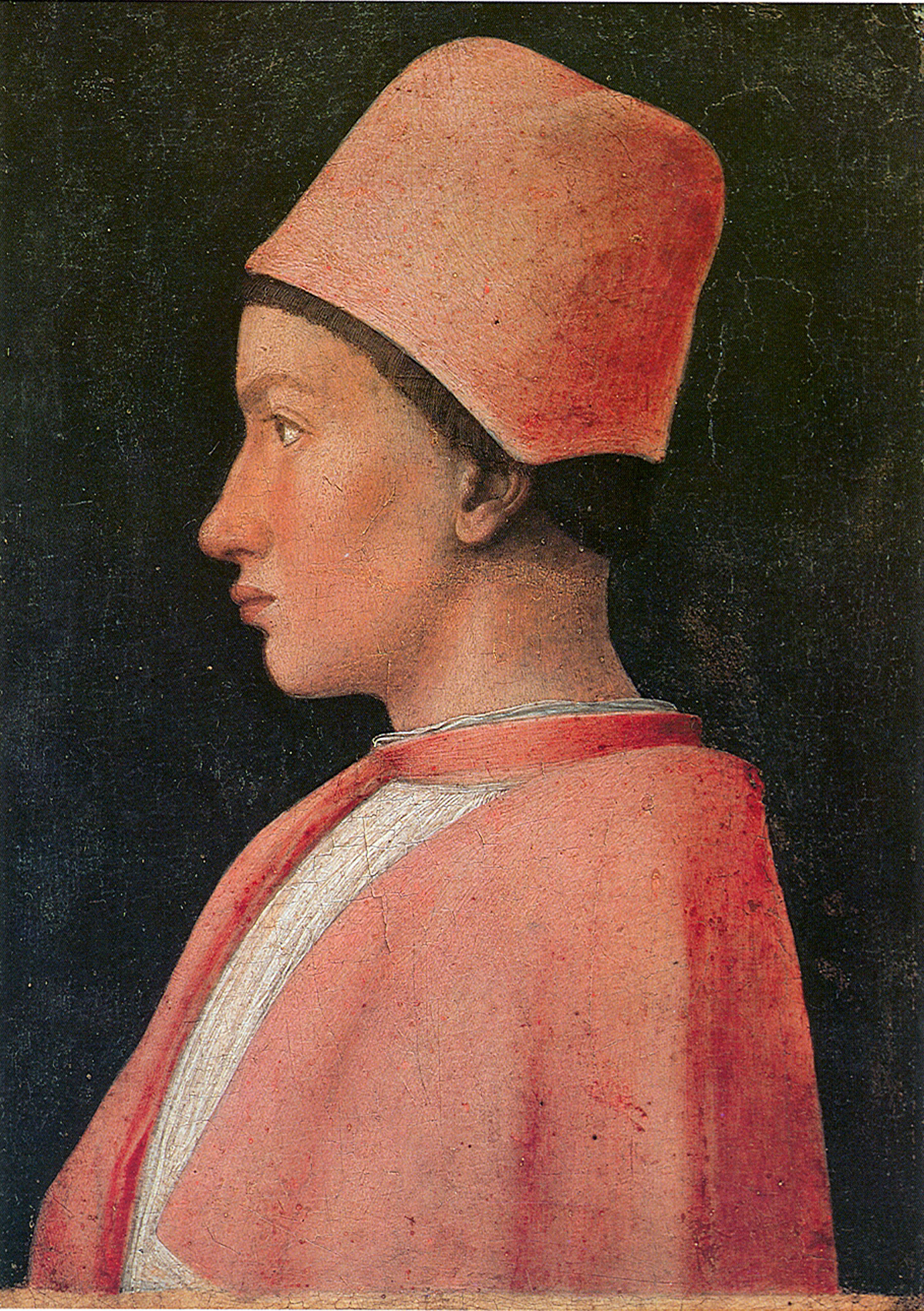
アンドレア・マンテーニャ 『フランチェスコ・ゴンザ―ガの肖像』1460年代
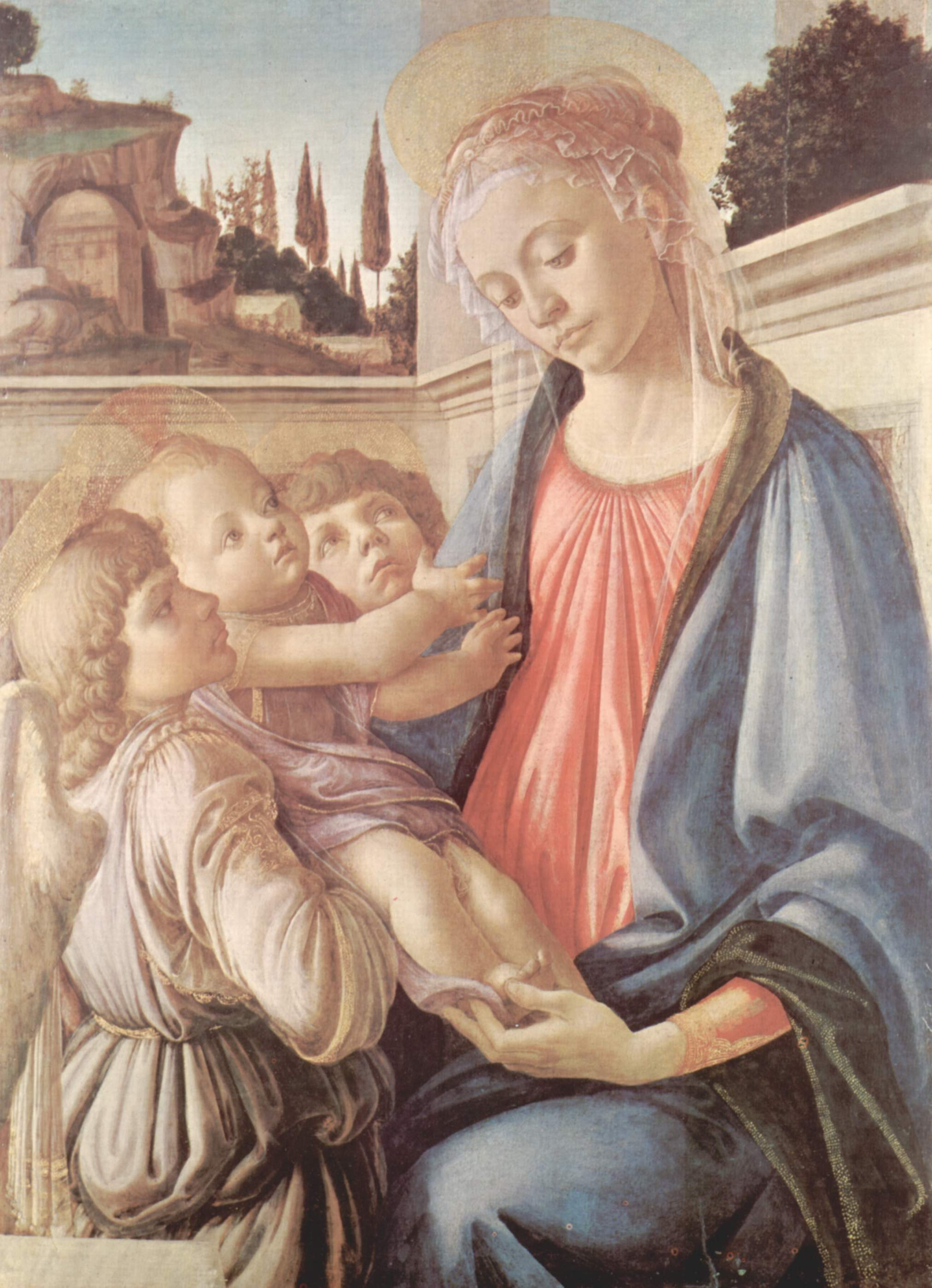
ボッティチェッリ『聖母子と二人の天使』1468年-1469年頃
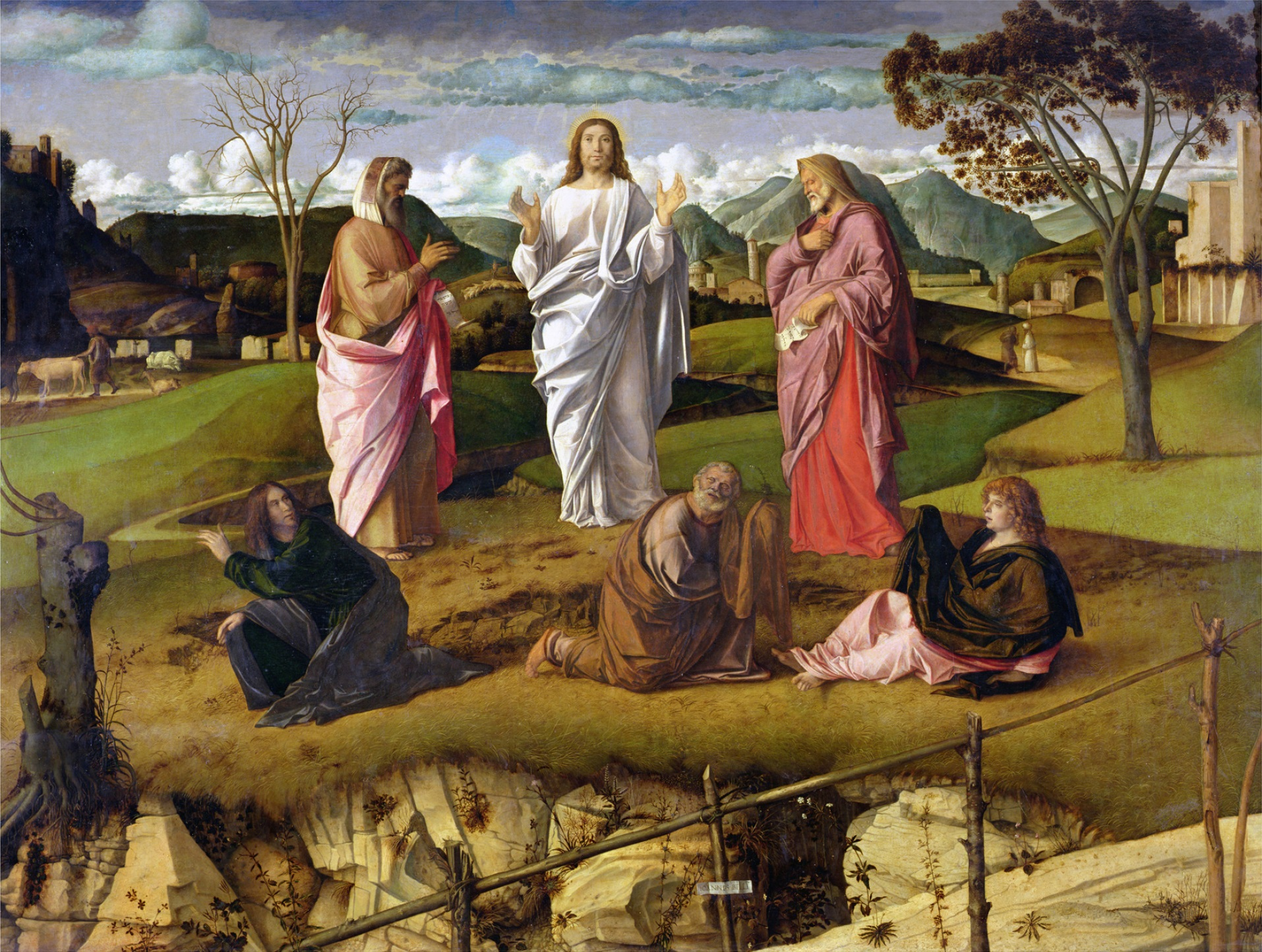
ジョヴァンニ・ベッリーニ『キリストの変容』1487年頃
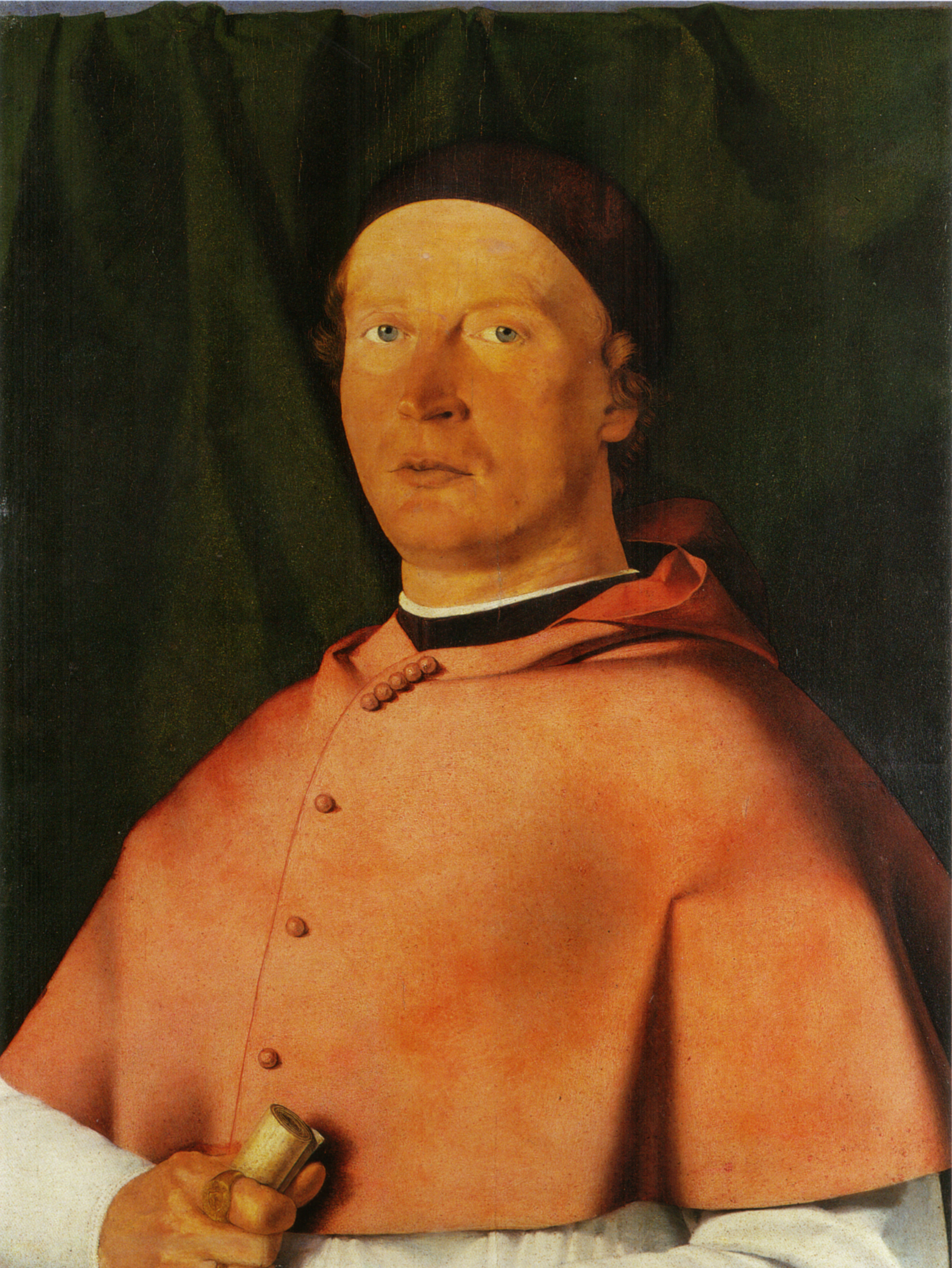
ロレンツォ・ロット『ベルナルド・デ・ロッシ司教の肖像』1505年
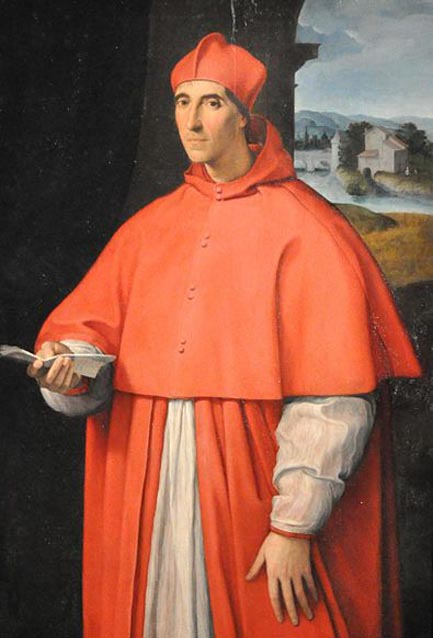
ラファエロ・サンティ『アレッサンドロ・ファルネーゼ枢機卿の肖像』1509年頃
コレッジョ『聖カタリナの神秘の結婚』1518年頃
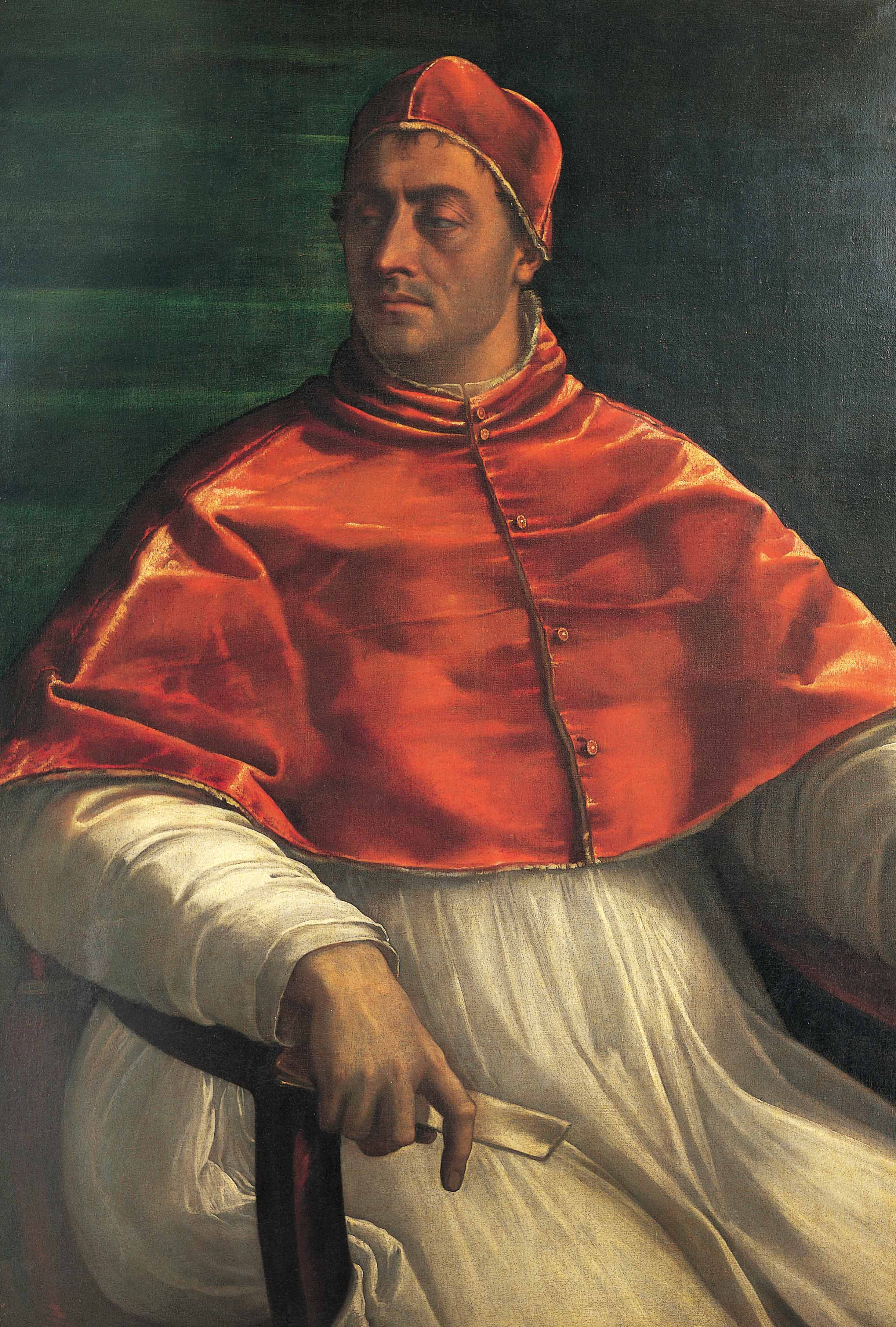
セバスティアーノ・デル・ピオンボ『教皇クレメンス7世』1526年頃
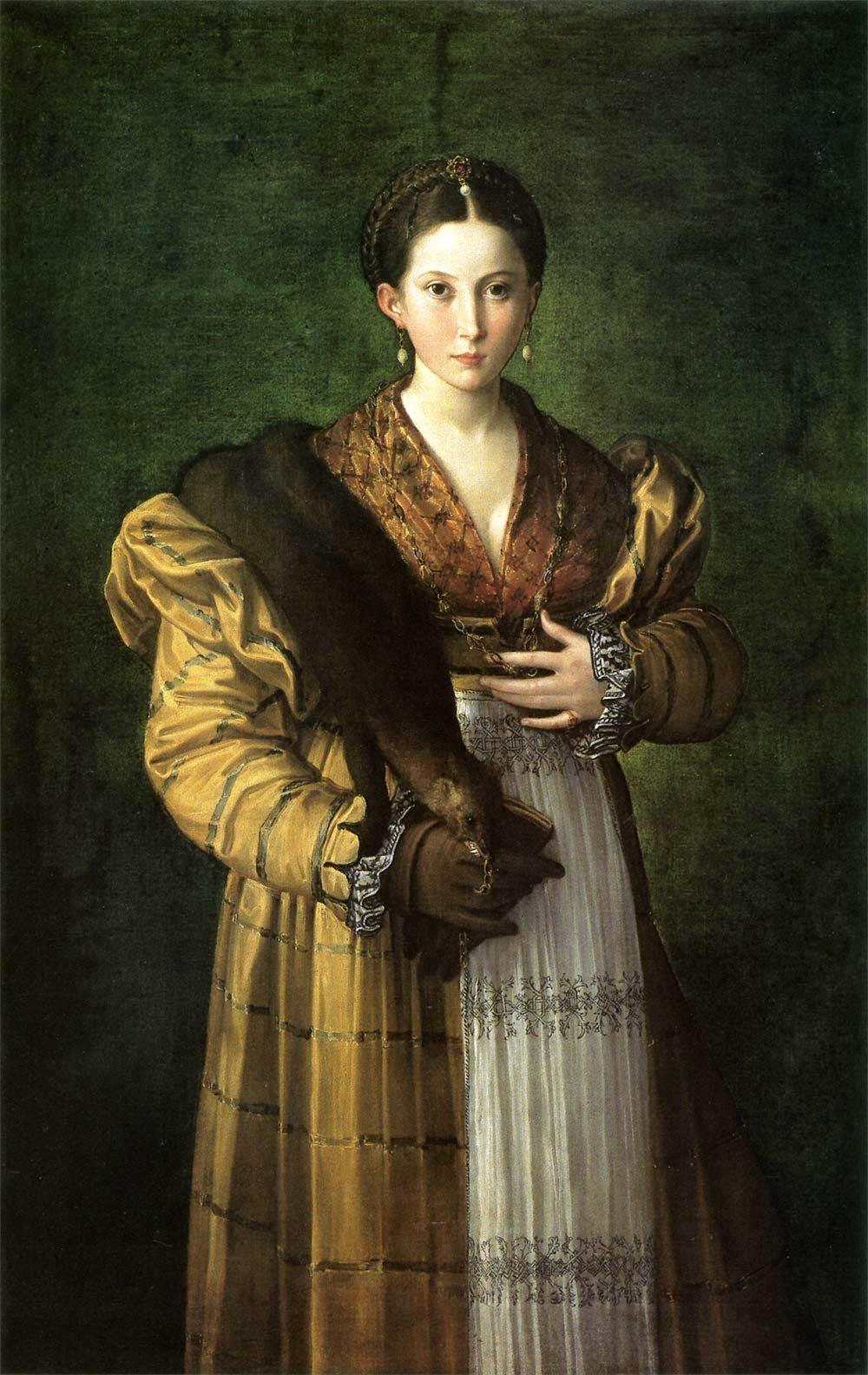
パルミジャニーノ『アンテア』1535年-1537年
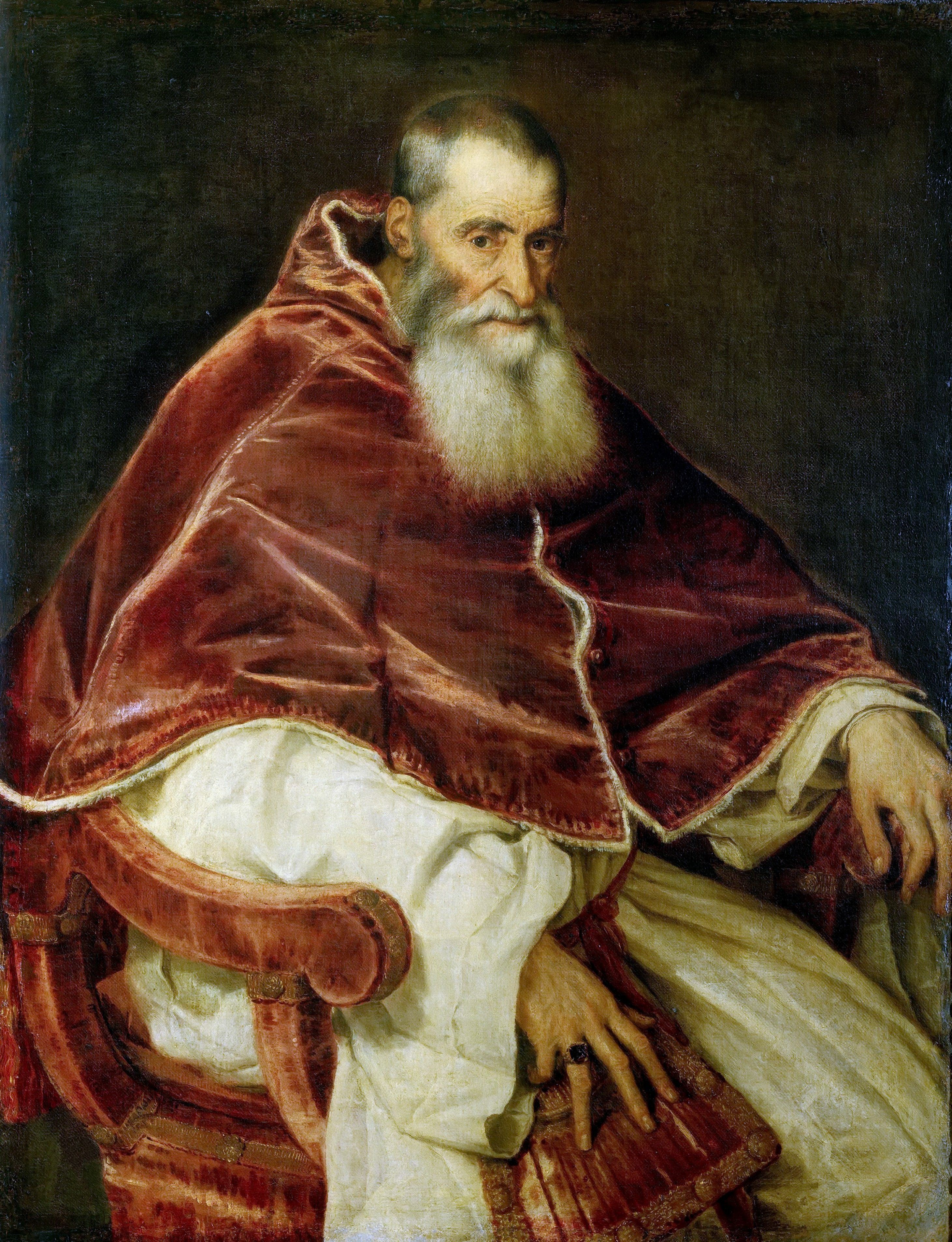
ティツィアーノ・ヴェチェッリオ『教皇パウルス3世の肖像』1545-1546年
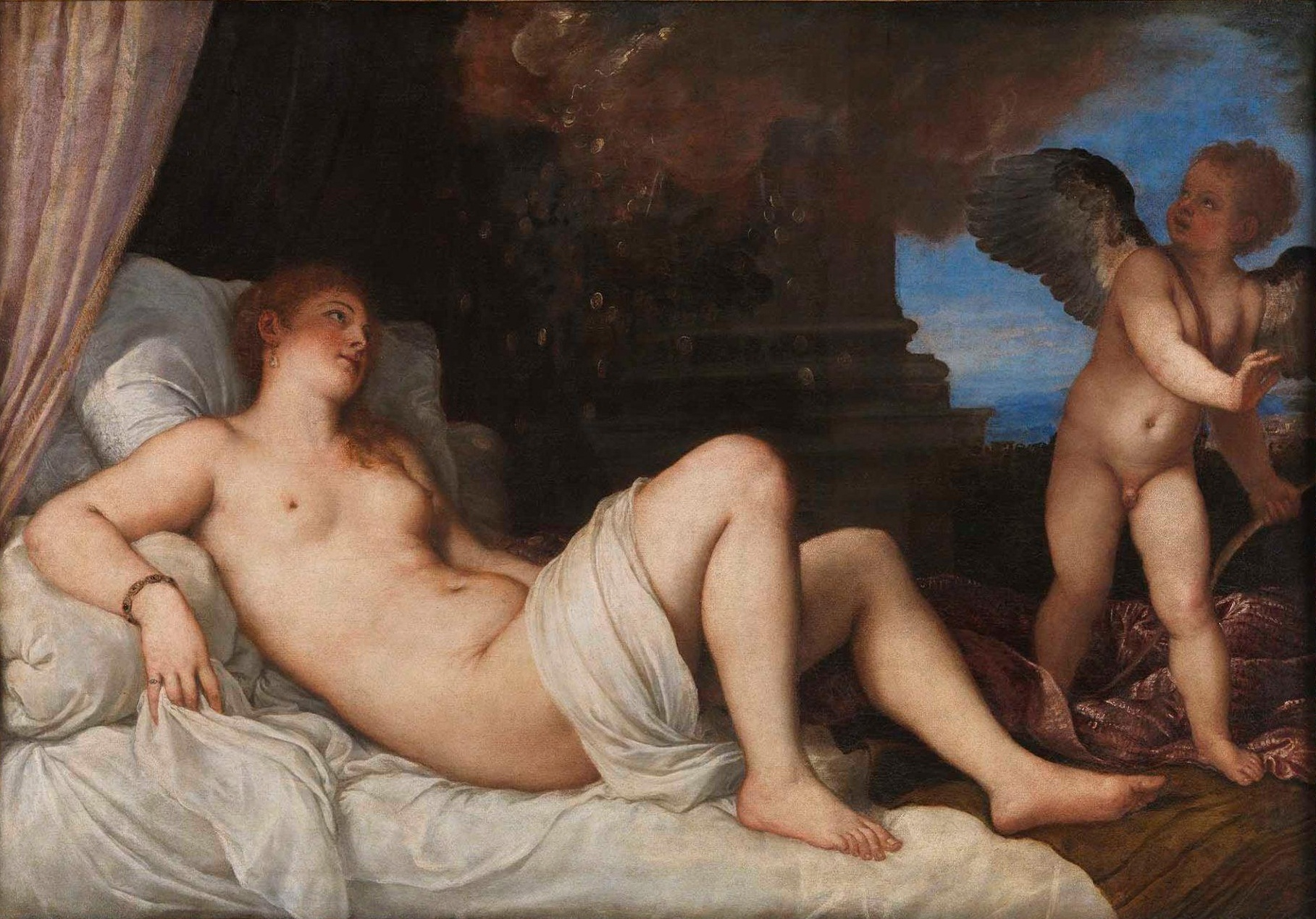
ティツィアーノ・ヴェチェッリオ『ダナエ』1545年-1546年
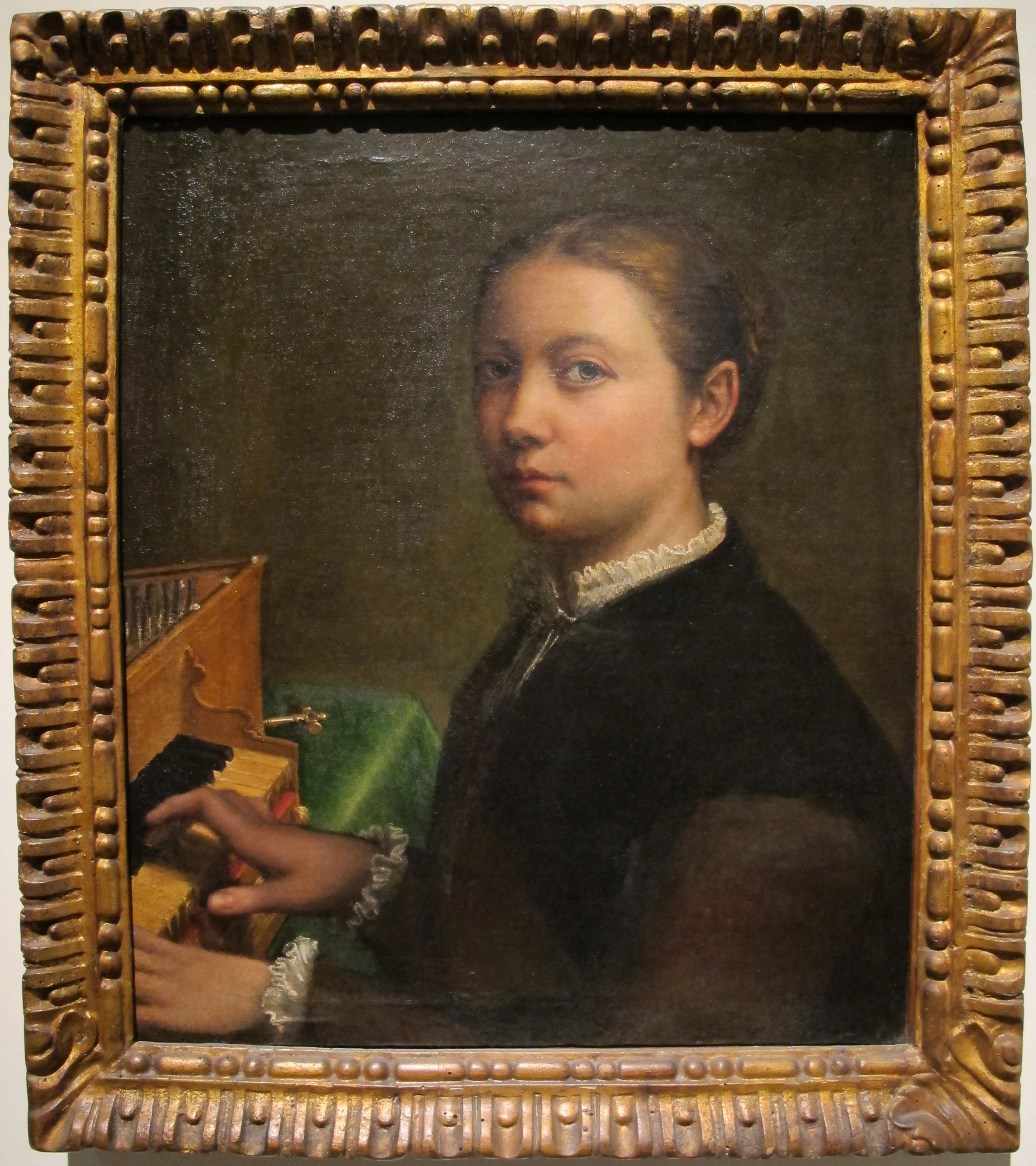
ソフォニスバ・アングイッソラ『スピネッタに向かう自画像』1559年頃
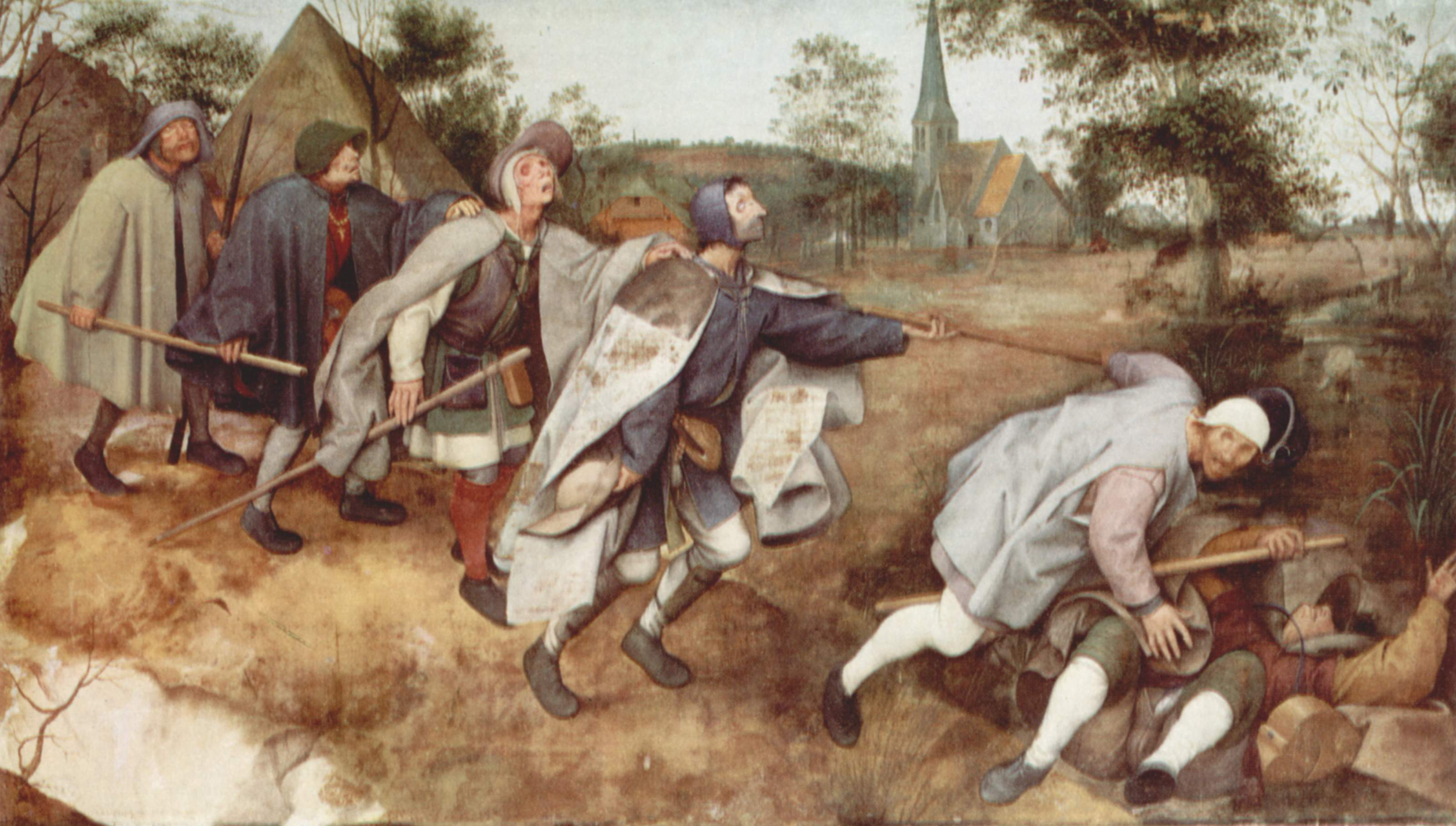
ピーテル・ブリューゲル 『盲人の寓話』1568年
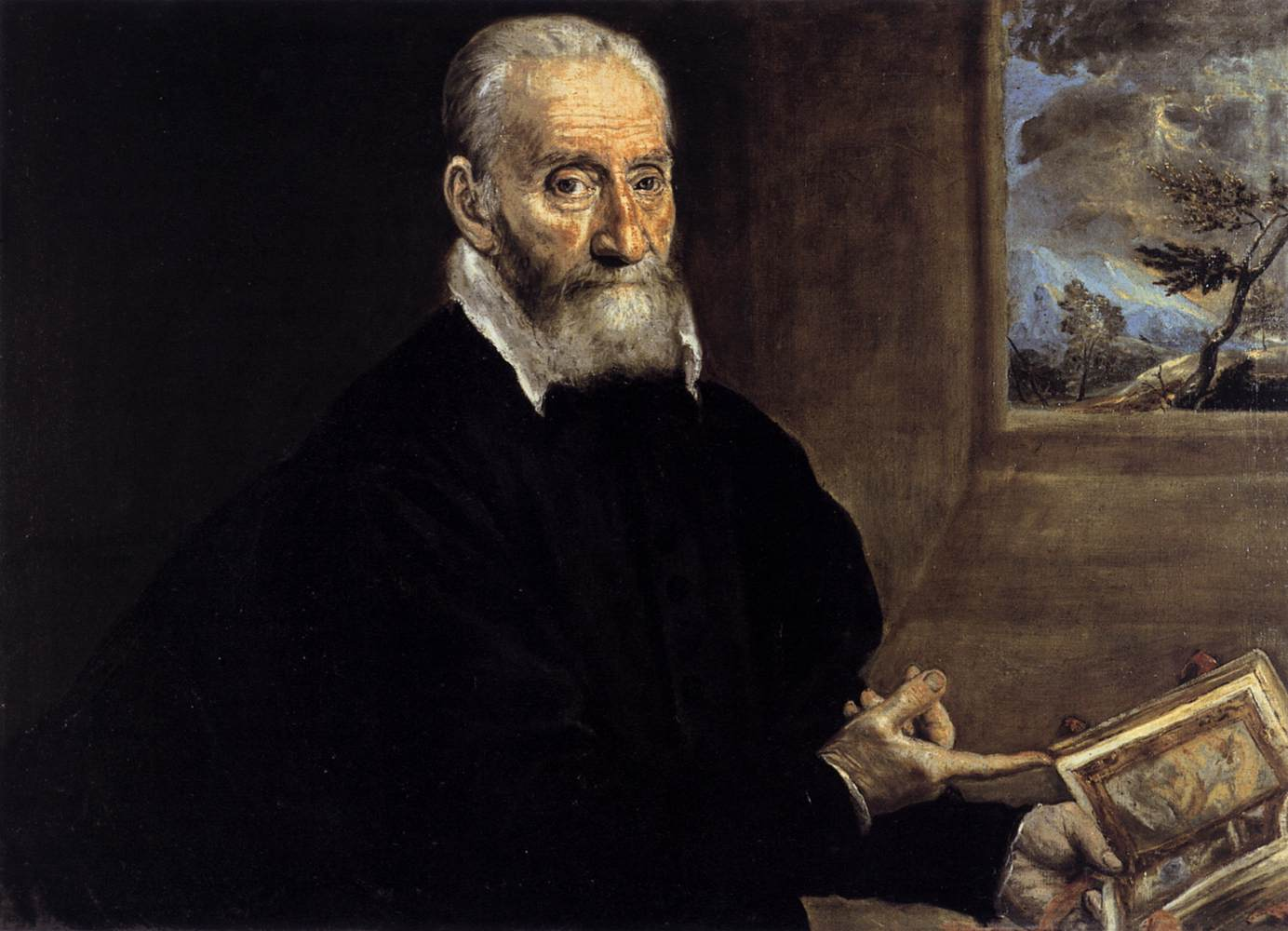
エル・グレコ『ジュリオ・クローヴィオの肖像』(1571-1572年)
エル・グレコ『ロウソクに火を灯す少年』(1571-1572年)
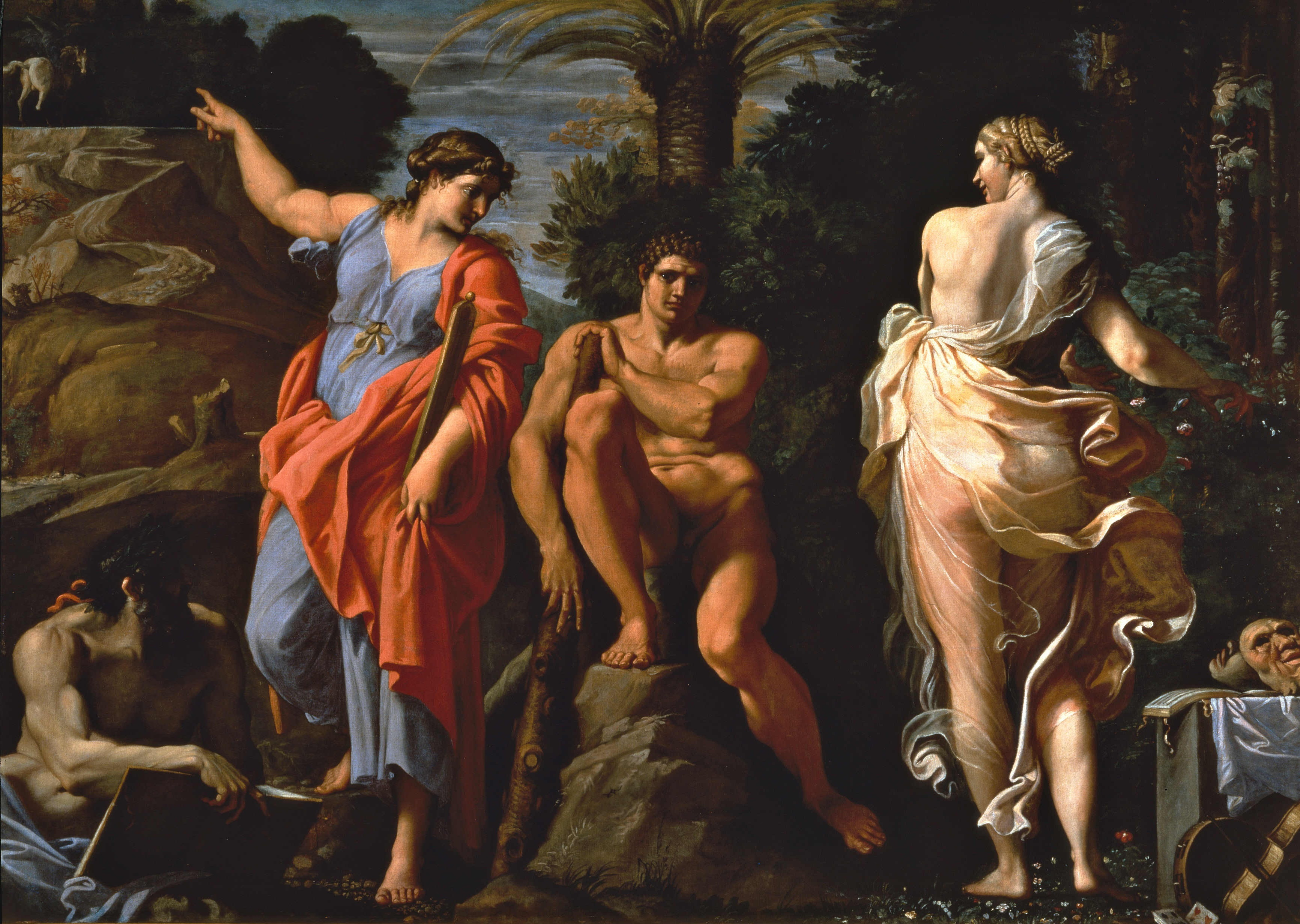
アンニーバレ・カラッチ『分かれ道のヘラクレス』1596年
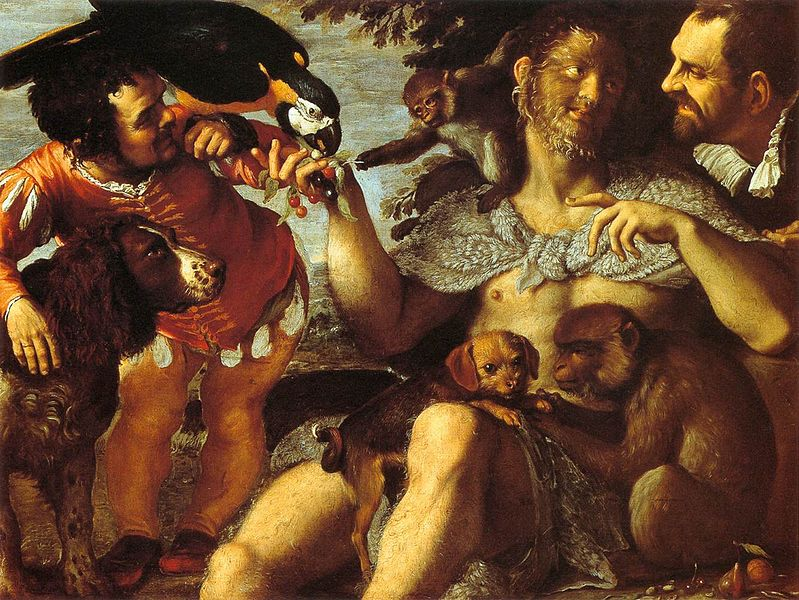
アゴスティーノ・カラッチ『アッリーゴ、ピエトロ、アモンの三人の肖像画』1598-1600年
カラヴァッジョ『キリストの鞭打ち』1607年
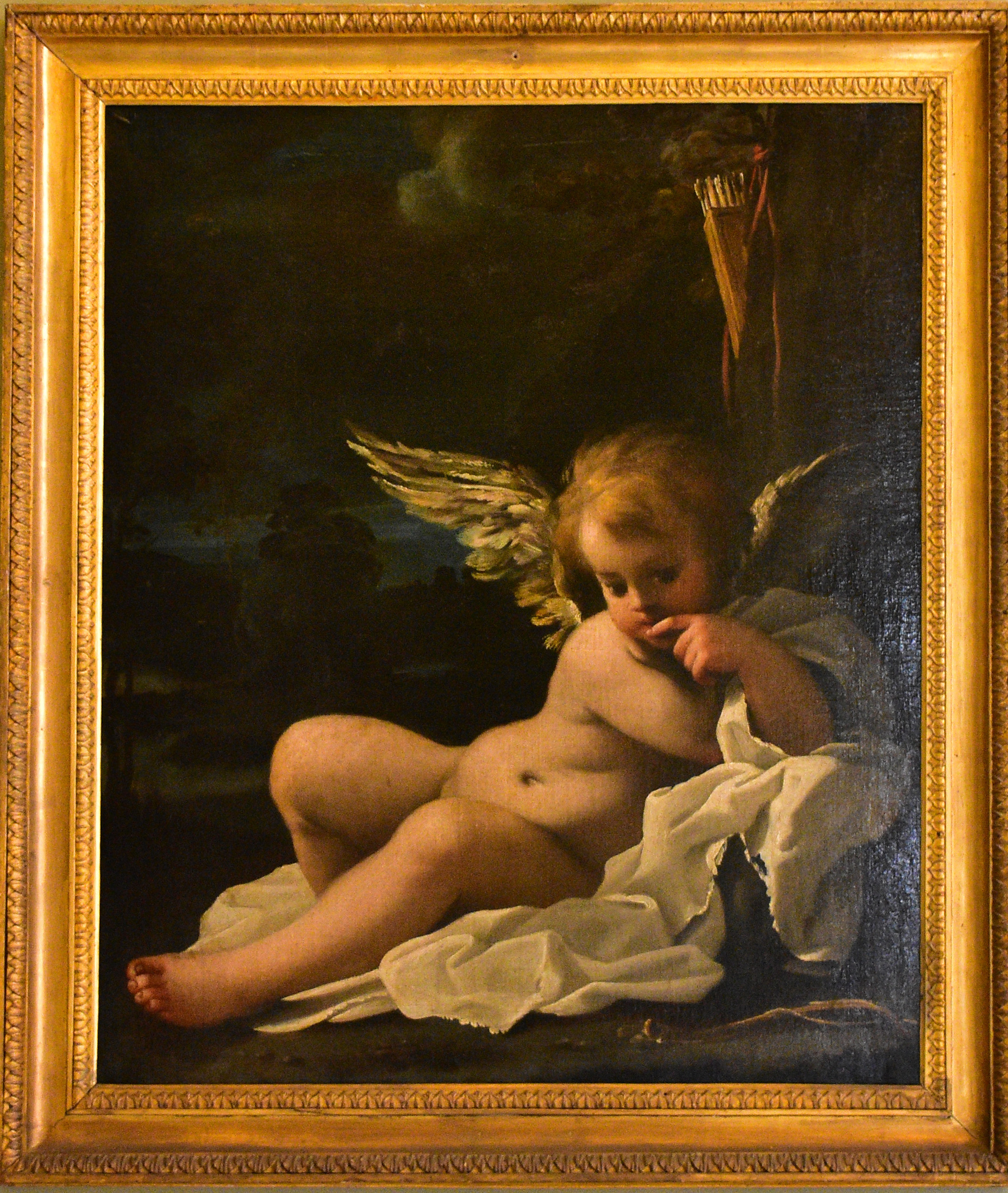
バルトロメオ・スケドーニ『キューピッド』1610-1612年頃
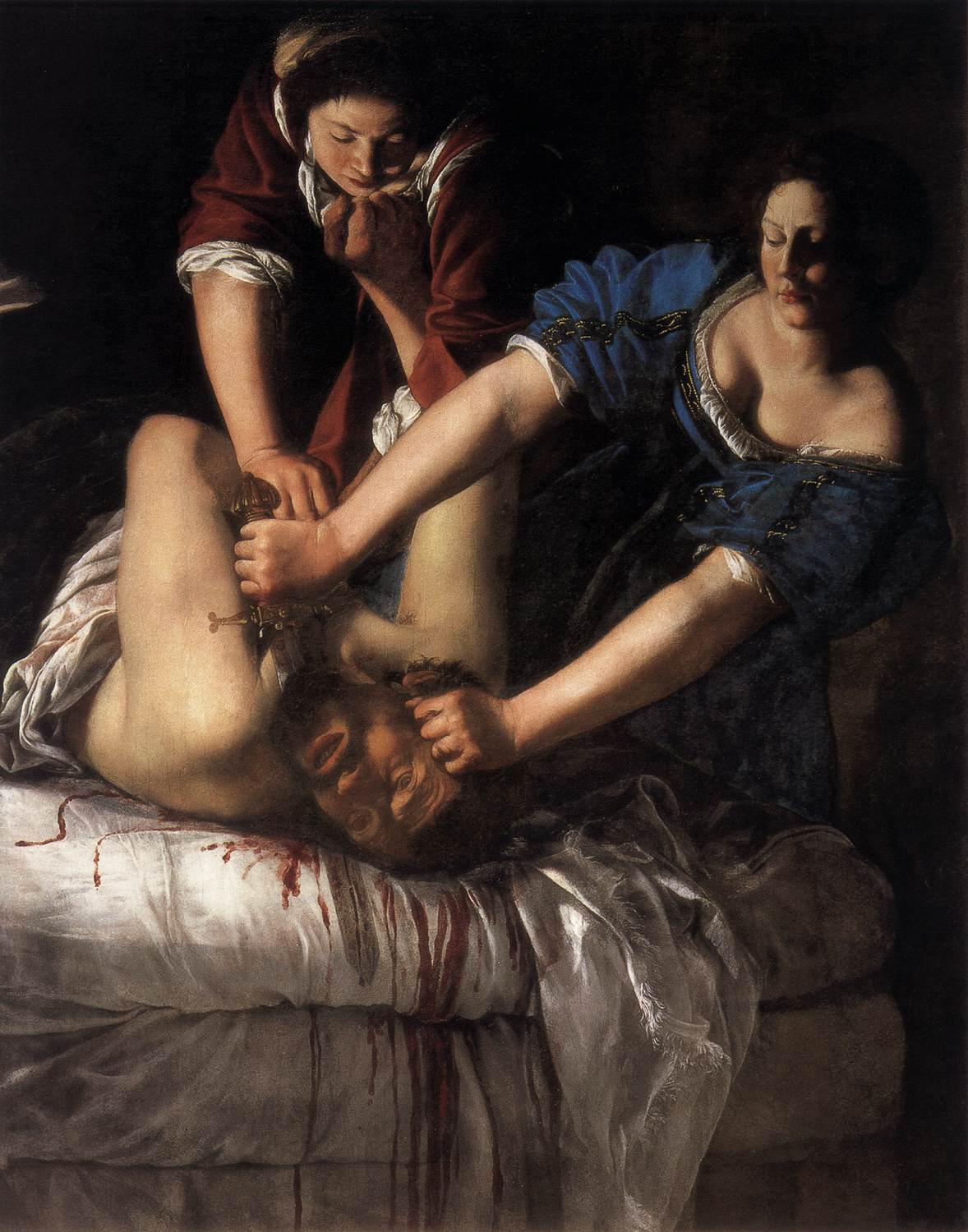
アルテミジア・ジェンティレスキ『ホロフェルネスの首を斬るユディト』1612年-1613年頃
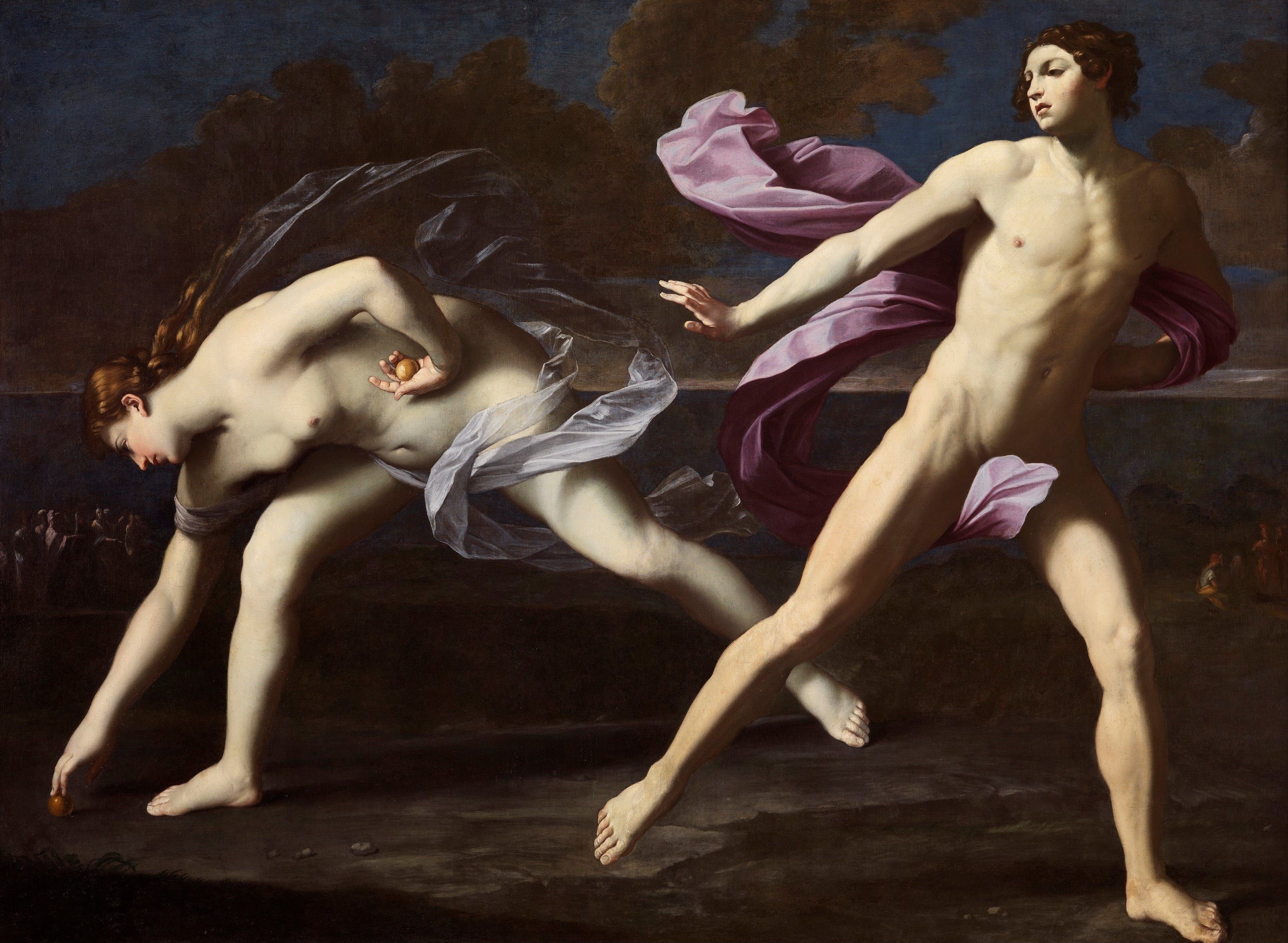
グイド・レーニ『アタランテとヒッポメネス』1622年頃
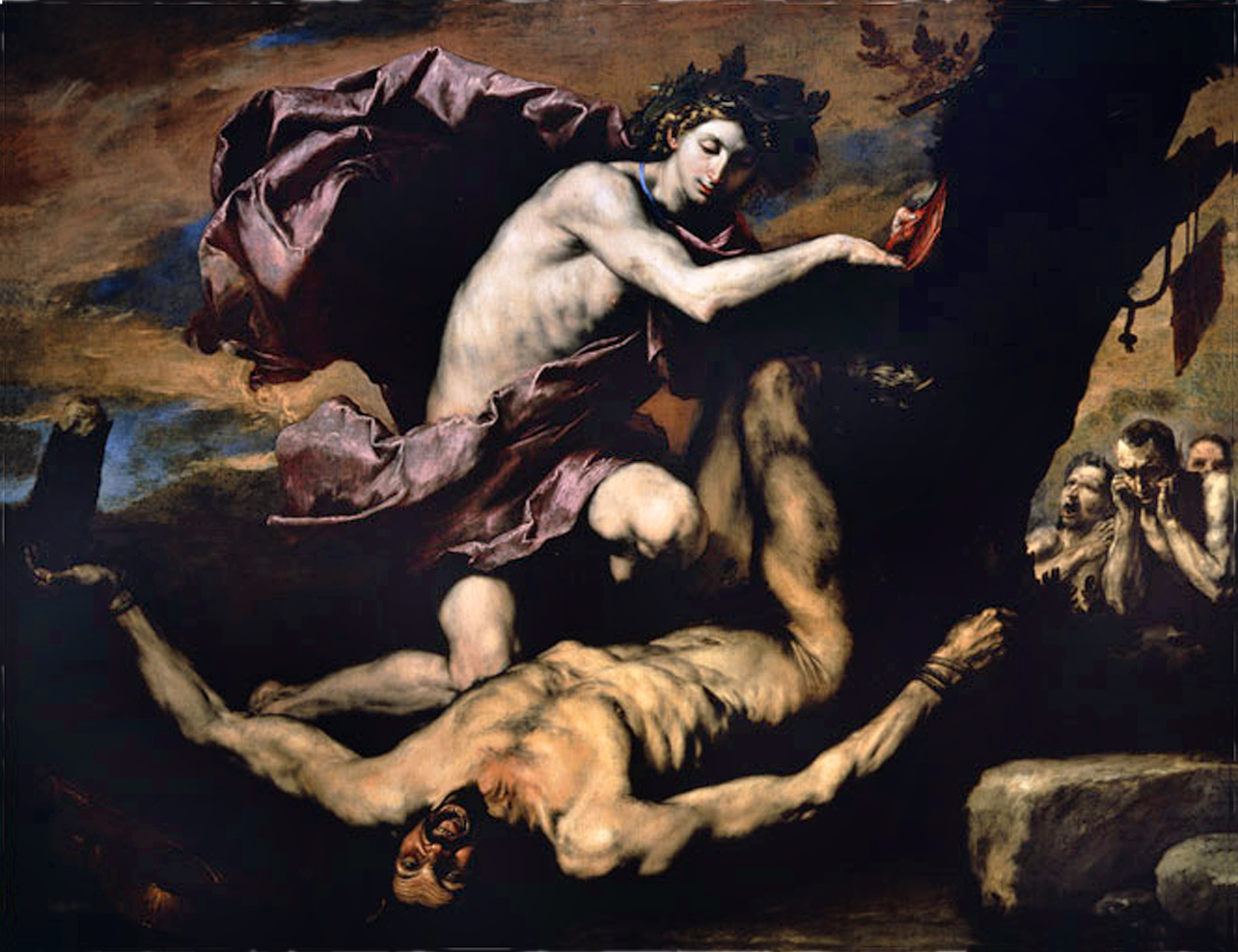
ホセ・デ・リベーラ『アポロンとマルシュアス』1637年
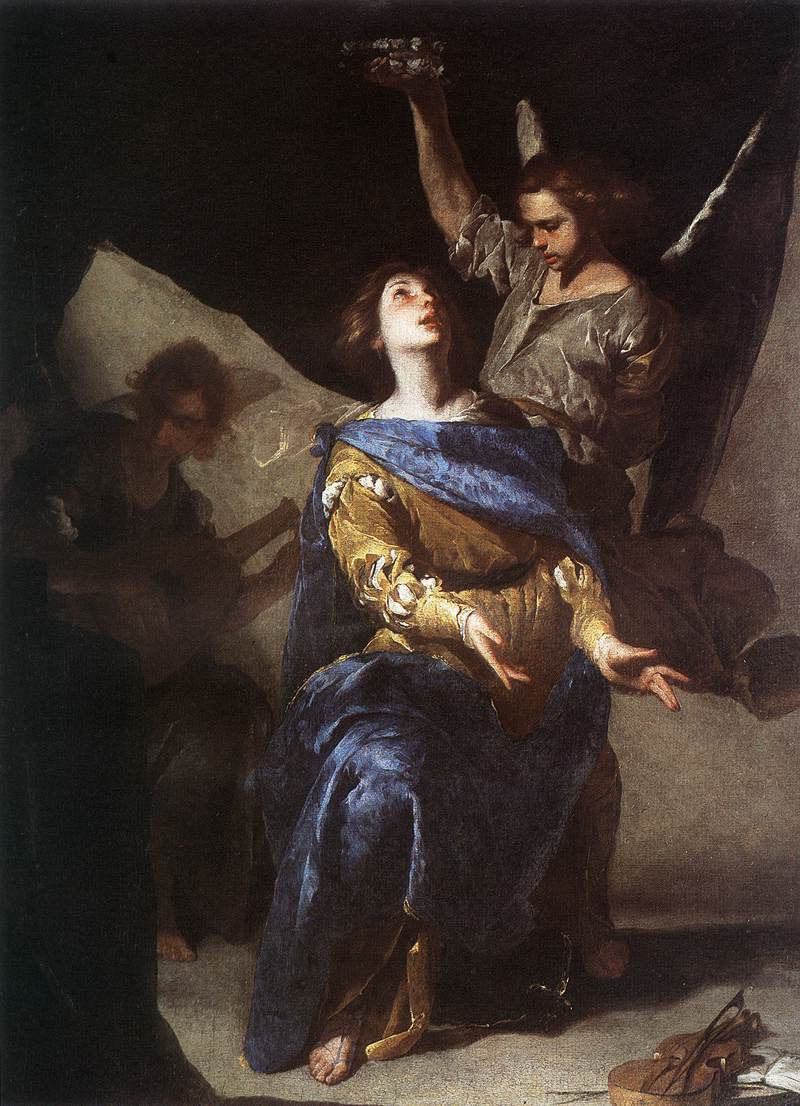
ベルナルド・カヴァッリーノ『聖チェチリアの法悦 1645年
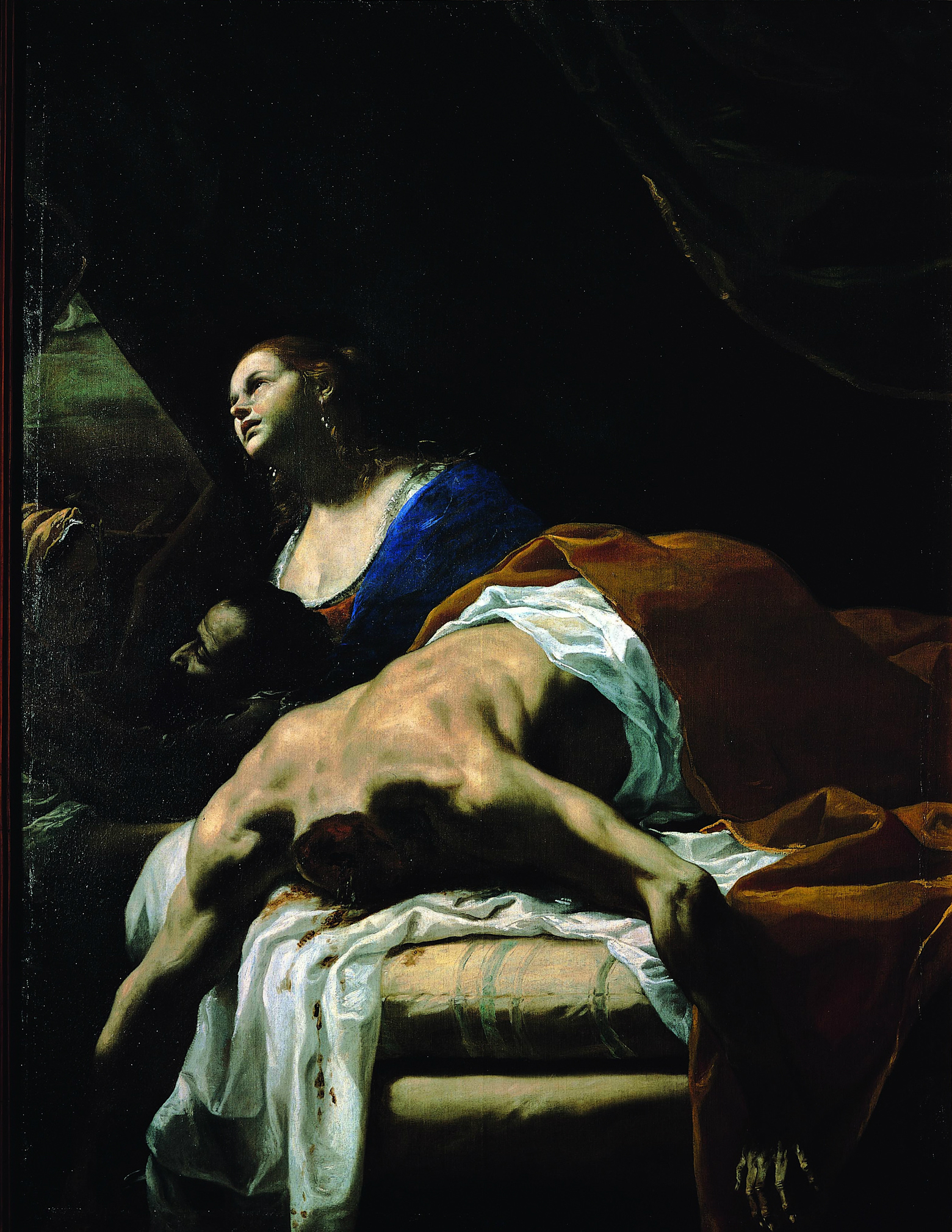
マッティア・プレーティ『ユディトとホロフェルネス』1653-1656年

## 日本にて
2010年に国立西洋美術館などにて「カポディモンテ美術館展」が開催された。